# Jacob Bergsland
Jacob Bergsland (13 de agosto de 1890 – 7 de setembro de 1974) foi um esgrimista norueguês que participou dos Jogos Olímpicos de Verão de 1928, sob a bandeira da Noruega.